# Дарко-Горшковский
Дарко-Горшковский — упразднённый посёлок в Сургутском районе Ханты-Мансийского автономного округа России. Исключён из учётных данных в 1997 году.

## География
Располагался на правом берегу реки Лямин, на расстоянии 30 км по прямой к северо-западу от поселка Горный.

### Климат
Климат резко континентальный, зима суровая, с сильными ветрами и метелями, продолжающаяся семь месяцев. Лето относительно тёплое, но быстротечное.

## История
По некоторым сведениям возник как фактория-обменный пункт селияровского купца Горшкова. Помощницей у него была ненка Дарья. По фамилии и имени двух людей и возникло название поселка.
В 1950-е годы посёлок попал в разряд не перспективных и ханты из него были переселены в село Сытомино. На месте посёлка продолжала существовать метеостанция.

## Население
| 1989 |
| ---- |
| 46   |